# مرزهای ایران و شوروی
مرزهای ایران و شوروی کتابی از امان‌الله جهانبانی است که در سال ۱۳۳۶ منتشر و برندهٔ جایزه کتاب سال سلطنتی شد.